# Gli Octonauti
Gli Octonauti (Octonauts) è una serie televisiva britannica per bambini, prodotta da Silvergate Media per il canale BBC CBeebies e basata sui libri per bambini scritti da Vicki Wong e Michael C. Murphy.
Il cartone segue un equipaggio di esploratori subacquei composto da otto animali antropomorfi stilizzati, che vivono in una base sottomarina, l'Octopod, da cui partono per avventure sottomarine con l'aiuto di una flotta di veicoli acquatici. Sebbene la sua tecnologia sia fittizia, le creature esotiche e i luoghi che l'equipaggio incontra sono basati su veri animali marini nei loro habitat naturali.
Il cartone è stato animato in Irlanda da Brown Bag Films per le sue prime quattro serie ed è stato rinnovato per una quinta serie nel 2018, con i Mainframe Studios del Canada che hanno assunto il lavoro di animazione.

## Personaggi

### Personaggi principali
Gli Octonauts, composti dall'equipaggio e dal capitano di Octopod, sono i personaggi principali ricorrenti.
| Nome                          | Rango                                 | Specie          | Cast vocale                                        |
| ----------------------------- | ------------------------------------- | --------------- | -------------------------------------------------- |
| Barnacles                     | Capitano                              | Orso polare     | Paolo Marchese (parlato) Piero Di Blasio (cantato) |
| Kwazii                        | Tenente e criptozoologo               | Gatto           | Stefano Brusa                                      |
| Peso                          | Medico                                | Pinguino        | Lorenzo De Angelis                                 |
| Inkling (Prof.)               | Oceanografo e fondatore               | Polpo Dumbo     | Bruno Alessandro                                   |
| Shellington (Dott.)           | Biologo                               | Lontra          | Paolo Macedonio                                    |
| Tweak                         | Ingegnere                             | coniglio        | Barbara Pitotti                                    |
| Dashi (precedentemente Sauci) | Programmatore di computer e fotografo | Cane (bassotto) | Chiara Gioncardi                                   |
| Tunip                         | Chef e orticoltore                    | Vegimal         |                                                    |

I vegimal sono creature per metà animali e per metà vegetali. Sono stati scoperti da Shellington come uova attaccate al lato dell'Octopod. Per proteggerli, li ha portati nel suo laboratorio, dove si sono schiusi pochi giorni dopo. Dopo poche settimane si sono affermati come parte integrante dell'equipaggio.  Parlano principalmente vegimalese, una lingua fatta di cinguettii e gorgheggi. Shellington è l'unico Octonauta che conosce bene il vegimalese.

## Libri
I libri originali sono stati pubblicati per la prima volta negli Stati Uniti da Immedium nel 2006 e sono stati ripubblicati nel Regno Unito da Harper Collins nel 2009. Sono stati pubblicati sei titoli di Meomi:
Una serie di libri più brevi basati su singoli episodi della serie TV è stata pubblicata da Simon & Schuster . Questi titoli possono essere contraddistinti dall'etichetta "Come visto in TV" sulle copertine e non sono scritti o illustrati da Meomi. I libri hanno gli stessi titoli degli episodi su cui sono basati.

## Serie TV
Nel 2010, Gli Octonauti è stato adattato in una serie televisiva animata in CGI di 52 episodi co-prodotta da Chorion e Brown Bag Films. È andato in onda per la prima volta nel Regno Unito il 4 ottobre 2010 su CBeebies, un canale televisivo della BBC per gli under 7. La prima serie si è conclusa nel febbraio 2011, ma ha continuato ad essere trasmessa in replica. Una seconda serie di 22 episodi è iniziata nel novembre 2012.